# Craniella stewarti
Craniella stewarti är en svampdjursart som först beskrevs av Lendenfeld 1888.  Craniella stewarti ingår i släktet Craniella och familjen Tetillidae. Inga underarter finns listade i Catalogue of Life.